# Fire Force
Fire Force (炎炎ノ消防隊 En'en no Shōbōtai?, lit. Cuerpo de Bomberos en Llamas), es una serie japonesa de manga shōnen escrita e ilustrada por Atsushi Ōkubo. Fue publicado por Kōdansha y se serializó en la Shōnen Magazine desde el 23 de septiembre de 2015 hasta febrero del 2022, teniendo un total de treinta y cuatro tankōbons.
Una adaptación a serie de anime producida por David Production de 24 episodios se emitió entre julio y diciembre de 2019 en el bloque Animeism de MBS. Una segunda temporada fue anunciada, se estrenó el 3 de julio y finalizó el 11 de diciembre de 2020 en el mismo bloque.

## Argumento
Shinra Kusakabe es un joven pirocinético de tercera generación que ganó el apodo de "Huellas del Diablo" por su habilidad para encender sus pies a voluntad. Se une al Escuadrón Fire Force 8, que está compuesto por otros usuarios de llamas mientras trabajan para extinguir cualquier Infernal que encuentren. Cuando aparece una facción que está creando Infernales, Shinra comienza a descubrir la causa de un misterioso incendio que mató a su familia 12 años atrás.

## Personajes
Shinra Kusakabe  (森羅 日下部?)
 Seiyū: Gakuto Kajiwara, Luis Leonardo Suárez (español latino), Jaume Cuartero (español castellano)
Shinra es un soldado de bomberos de segunda clase que se unió al Escuadrón Fire Force 8 para lograr su objetivo de salvar personas y está decidido a descubrir la causa de la muerte de su familia doce años antes. Como un caso de combustión humana espontánea de tercera generación, su habilidad de encendido, apodada las huellas del diablo (悪 魔 の 足跡 Akuma no Ashiato), le permite generar y desatar poderosas ráfagas continuas de llamas de sus pies que a su vez le otorga la capacidad de volar en el aire, aumentando el poder de sus patadas y movimientos de alta velocidad. Sus poderes aumentan aún más cuando la explosión de Adolla despertó dentro de él, capaz de moverse a la velocidad de la luz mientras disuelve momentáneamente su cuerpo y se revela como el Cuarto de los Ocho Pilares que el Evangelista busca y lo convierte en una cuarta generación también. Shinra sufre de una condición conocida como risa nerviosa, que lo hizo sonreír durante situaciones tensas o temerosas, lo que a su vez lo hace parecer amenazante, pero a partir de hace poco comenzó a mostrar control sobre él.
Arthur Boyle (アーサー・ボイル?)
 Seiyū: Yūsuke Kobayashi, Manuel Campuzano (español latino), Gerry Núñez (español castellano)
Arthur es una tercera generación ajeno a la ilusión de ser un rey, abandonado por sus padres que se fueron a viajar por el mundo después de que su pequeño restaurante se incendiara. Un soldado de fuego excepcionalmente fuerte, La habilidad de encendido de Arthur se basa en sus delirios, lo que le permite fabricar y controlar el plasma que usa en la formación de su espada Excalibur, lo que le permite cortar, soldar y manipular la electricidad. Cuanto más desapegado está de la realidad, más poderoso se vuelve. Él y Shinra desarrollaron una amarga rivalidad en sus días de entrenamiento, que no desapareció incluso después de que ambos se unieron a la misma compañía, aunque la rivalidad se ha atenuado a una más amigable. Se basa en el personaje ficticio del mismo nombre que tiene todo lo que tiene, excepto que su Excalibur es similar a un sable de luz.
Maki Oze (茉希 尾瀬?)
 Seiyū: Saeko Kamijō, Andrea Orozco (español latino), Sara Arnau (español castellano)
Una segunda generación que era miembro del ejército de Tokio antes de unirse a la Fuerza Especial de Fuego para ayudar mejor a los demás. Mientras es una combatiente experimentada, Maki usa sus poderes de segunda generación para crear bolas de fuego vivas que también usan para accionar sus armas de proyectil de Búho de Hierro. Además de eso, también es capaz de controlar las llamas desde una gran distancia, lo que le permite extinguir, absorber o alejar cualquier forma de fuego. Si bien tiene un comportamiento amable, se enoja cuando alguien se dirige a ella como un ogro o un gorila (debido a su físico musculoso) y su personalidad y estilo de lucha se vuelven más agresivos.
Iris (アイリス?)
 Seiyū: Mao Ichimichi, Erika Langarica (español latino), Migca Kazius (español castellano)
Una de las dos monjas sobrevivientes del Templo del Santo Sol, Iris se unió al Escuadrón Fire Force 8 como médica y es una de sus miembros sin poderes. Ella es inflexible en su fe y generalmente reza a los Infernales moribundos como su forma de aliviar sus últimos momentos de sufrimiento. También está entrenada en primeros auxilios básicos. Más tarde se revela que Iris es una sujeto en los experimentos de la hermana Sumire que involucran a los infernales tipo Doppelgänger, convirtiéndose en el octavo pilar como resultado.
Tamaki Kotatsu (環 古達?)
 Seiyū: Aoi Yūki, Valentina Souza (español latino), Esther Blesa (español castellano)
Antigua soldado de bomberos y hermana de la Compañía 1, hasta que fue un accesorio involuntario de los crímenes de Rekka Hoshimiya la trasladaron a la Compañía 8 después de su suspensión, Tamaki es una tercera generación cuya habilidad de encendido, apodada "Nekomata", genera llamas rosadas a su alrededor en la forma de las características de un gato que puede usar para el combate a corta distancia o como una señal de bengala. Ella siente algo por Shinra después de que este último lo salvó de Rekka. Una de sus características más notables, es que suele perder mucha de su ropa, quedando casi desnuda en el campo de batalla (en una ocasión, queda con sólo guantes y medias, como única ropa puesta).
Akitaru Ōbi (秋樽 桜備?)
 Seiyū: Kazuya Nakai, Alfredo Basurto (español latino), Cesc Martínez (español castellano)
Capitán del Batallón de la Compañía 8, es un bombero modelo a seguir y, a pesar de ser uno de sus miembros sin poder, está en su mejor condición humana y está más que dispuesto a acercarse a Infernales mientras lucha contra ellos, incluso luchando físicamente con ellos. a veces a pesar del alto riesgo para sí mismo. Normalmente tranquilo y alegre, puede ponerse furioso en un instante si encuentra a alguien jugando con la vida humana. También es consciente de que "poner en reposo" Infernals era solo una mejor alternativa para la palabra "matar", por lo que advierte a los miembros más jóvenes de la Compañía 8 que nunca muestren sus armas en público, especialmente cuando los familiares de un Infernal están cerca.
Takehisa Hinawa (武久 火縄?)
 Seiyū: Kenichi Suzumura, Noé Velázquez (español latino), Lluís Nicolau (español castellano)
Teniente de la Compañía 8 y una segunda generación que manipula sus llamas mediante el uso de sus armas de fuego, controlando el poder, la velocidad y la trayectoria de las balas que dispara hasta el punto en que puede convertir la salida de daño de una bala normal en la de un proyectil de tanque. . Un personaje extremadamente intimidante, es estoico, estricto y directo con sus palabras, pero se preocupa por sus aliados como se muestra en sus interacciones con Shinra después de que este revela el papel de su hermano menor dentro del grupo enemigo y sorprendentemente es un buen cocinero. Durante su tiempo en el Ejército de Tokio, se encontró con Maki, a quien más tarde reclutaría en el Escuadrón Fire Force 8 después de abandonar el ejército, y fue testigo de la muerte de su mejor amigo que de repente se había transformado en un Infernal.
Viktor Licht (ヴィクトル・リヒト?)
 Seiyū: Daisuke Sakaguchi, Bruno Coronel (español latino), Xavi Casan (español castellano)
Originalmente jefe de investigación incendiaria de Haijima Industries antes de que se le asignara un puesto en la Compañía 8 debido a una orden del gobierno, Viktor es un científico loco obsesionado con la explosión de Adolla. También es asociado de Joker. Aunque moralmente ambiguo en el mejor de los casos, sus intenciones egoístas no le impiden ayudar a sus nuevos camaradas.
Lisa Isaribe (リサ・漁辺?)
 Seiyū: Ayaka Asai, Betzabé Jara (español latino), Cristal Barreyro (español castellano)
Anteriormente, una miembro de la Llama Cenicienta bajo el Dr. Giovanni, cuyo nombre en código era Feeler ( フ ィ ラ ー Firā?), en relación con su habilidad como pirotécnica de tercera generación para manifestar tentáculos para diversos fines. Traumatizada de ver a sus padres asesinados por un Infernal, sus poderes despertados por un Error Infernal, creó la identidad de Lisa Isaribe para infiltrarse en la casa de Vulcan y encontrar la Llave de Amaterasu antes de exponerse después de que su superior decidiera obtener el artículo personalmente. Lisa reanudó sus tareas de Ashen Knight hasta que la Compañía 8 se adentra en el Inframundo, utilizada por Giovanni como rehén antes de abandonarla. Ella se une al Escuadrón Fire Force 8 poco después.
Joker (ジョーカー?)
 Seiyū: Kenjirō Tsuda, Erick Selim (español latino), Luis Posada (español castellano)
Un criminal buscado y pirocinético de tercera generación, fue inducido como miembro de los asesinos de Shadow of the Holy Sun a una edad temprana y designado como "52". Fue colocado debajo de Leonardo Burns cuando el encuentro con un Infernal les hizo experimentar un Enlace Adolla, perdiendo su ojo izquierdo mientras ganaba interés en descubrir la verdad del mundo oculto por el Imperio de Tokio cuando escapó de la organización y formó una alianza con Victor Licht. Joker expresó interés en Shinra desde su primer encuentro y le brinda información sobre la verdad detrás de la tragedia familiar de este último, un tema en el que expresa una sinceridad genuina por una vez. Más tarde se une a Licht para salvar a Shinra de un Shō adoctrinado y otros miembros de los Caballeros de las Llamas Cenicientas.

## Contenido de la obra

### Manga
Fire Force es una serie de manga japonesa escrita e ilustrada por Atsushi Ōkubo. Comenzó su serialización en la revista manga Shūkan Shōnen Magazine el 23 de septiembre de 2015. Sus capítulos individuales han sido recopilados en treinta y cuatro volúmenes tankōbon por Kodansha desde mayo de 2022, el primero siendo lanzado el 17 de febrero de 2016. En una entrevista de julio de 2019, el creador declaró que esperaba que el final del manga fuera "probablemente el Volumen 30. Podría cambiar. Pero no más de 50".

### Anime
El 14 de noviembre de 2018 se anunció una adaptación a serie de anime producida por el estudio David Production. La serie es dirigida por Yūki Yase, con Yamato Haishima manejando los guiones de la serie, Hideyuki Morioka diseñando los personajes y Kenichirō Suehiro componiendo la música. La serie se estrenó el 5 de julio de 2019 en MBS y TBS como parte del bloque Super Animeism. Cuenta con 24 episodios. El tema de apertura es "Inferno" (インフェルノ?) interpretado por la banda Mrs. GREEN APPLE y el tema de cierre es "veil" interpretado por Keina Suda.
La serie fue licenciada a nivel internacional por Funimation, siendo distribuida en Latinoamérica por Sato Company a través de Amazon Prime Video, y en por Funimation Latinoamérica.  Tras la adquisición de Crunchyroll por parte de Sony, la serie se trasladó a Crunchyroll obteniendo la licencia de la serie fuera de Asia.
Una segunda temporada fue anunciada en diciembre de 2019 mediante la web oficial del anime, y se estrenó el 3 de julio de 2020 en el mismo bloque. Cuenta con 24 episodios al igual que la primera temporada. Una tercera temporada fue anunciada el 16 de mayo de 2022. En julio de 2024, en la Anime Expo, se anunció que la temporada será la última y se dividirá en dos cursos, el primero se estrenará en abril de 2025 y el segundo en enero de 2026.
El 22 de julio de 2021, Funimation anunció que la serie recibió un doblaje en español latino, que se estrenó el 30 de julio (primera temporada) y 5 de agosto (segunda temporada). Tras la adquisición de Crunchyroll por parte de Sony, el doblaje se trasladó a Crunchyroll. El 23 de julio de 2025, Crunchyroll estrenó un doblaje de la serie al castellano.